# اوریدین دی‌فسفات گلوکز
اوریدین دی‌فسفات گلوکز (به انگلیسی: Uridine diphosphate glucose) با فرمول شیمیایی C۱۵H۲۴N۲O۱۷P۲ یک ترکیب شیمیایی با شناسه پاب‌کم ۸۶۲۹ است؛ که جرم مولی آن ۵۶۶٫۳۰۲ g/mol می‌باشد آنزیم گلیکوژن سنتاز روی آن ها اثر میکند و آنان را به هم وصل می‌نماید و پیوند آلفا یک به چهار میدهند و گلیکوژن ساخته میشود.